# Тыныбаев, Джумарт Буланович
Джумарт Буланович Тыныбаев — советский хозяйственный и политический деятель.

## Биография
Родился в 1925 году в селе Покотиловка. Член КПСС.
Участник Великой Отечественной войны: командир стрелковой роты 1137-го стрелкового полка 339-й стрелковой дивизии 16-го стрелкового корпуса 33-й армии 1-го Белорусского фронта
Окончил Алма-Атинскую высшую партийную школу.
В 1950—1962 гг. — бухгалтер, старший бухгалтер, начальник машинно-счетной станции, секретарь парторганизации, начальник отдела, секретарь парткома Чимкентского завода прессов-автоматов.
В 1962—1967 гг. — председатель Чимкентского горисполкома.
В 1967—1975 гг. — первый секретарь Чимкентского горкома КП Казахстана.
Избирался депутатом Верховного Совета Казахской ССР 7-9-го созывов. Делегат XXIV съезда КПСС.
Умер после 1985 года.

## Награды
- Орден Отечественной войны I степени
- Орден Отечественной войны II степени
- Орден Трудового Красного Знамени (25.08.1971)
- Орден Знак Почёта (1966)
- Медаль «За отвагу»